# 슈후촌
슈후촌(周布村)은 에히메현 슈소군에 설치되었던 촌이다. 현재의 사이조시에 해당한다.